# 84 Tauri
84 Tauri, eller V1146 Tauri, är en misstänkt långsam irreguljär variabel av LB-typ (LB:) i Oxens stjärnbild.
84 Tau varierar mellan fotografisk magnitud +6,33 och 6,36 med perioden 7,9594 dygn.